# Turystyczny Szlak Kolejowy przez Karpaty

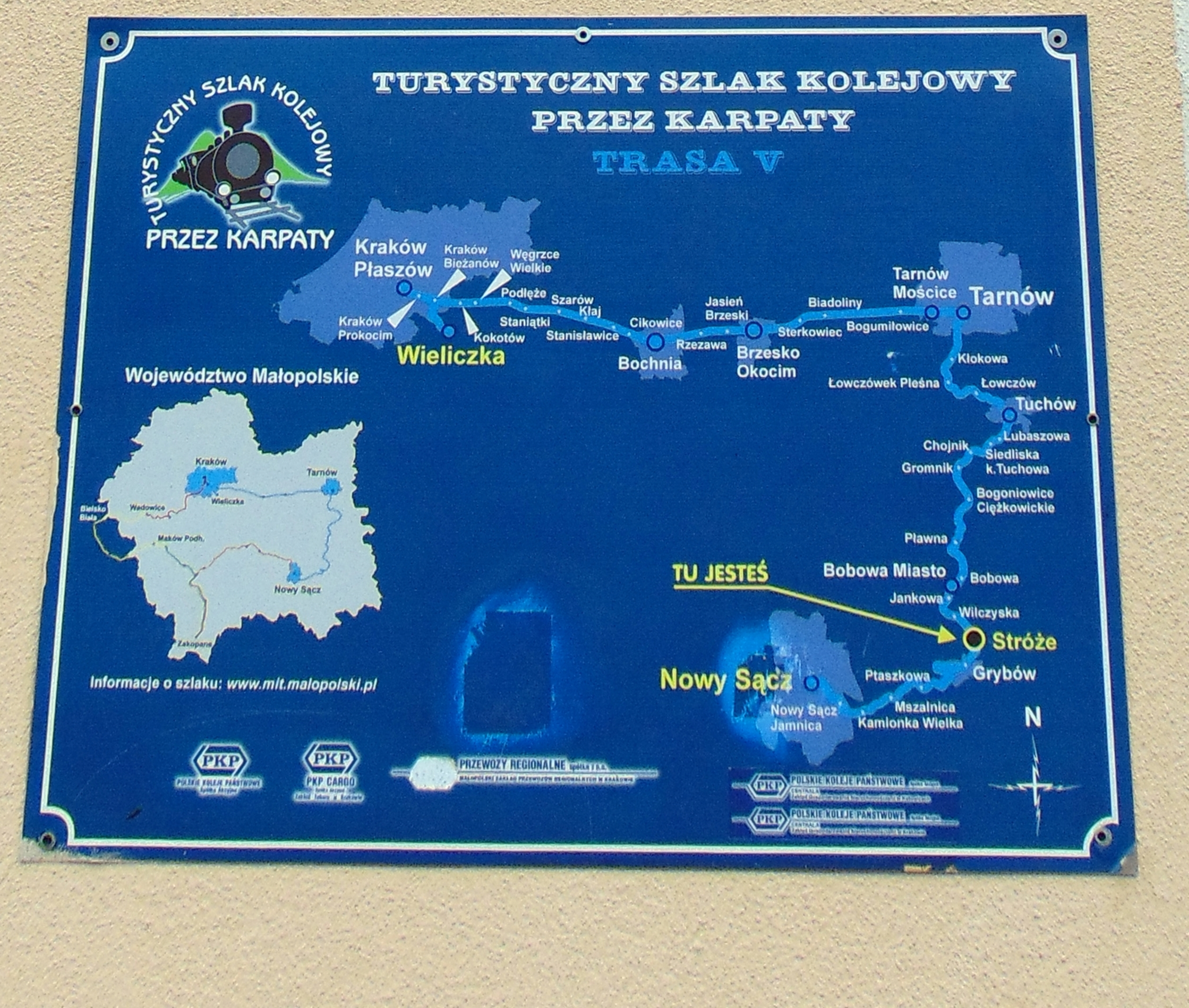
Tablica informacyjna na stacji kolejowej w Stróżach

Turystyczny Szlak Kolejowy przez Karpaty – wytyczony w 2004 szlak turystyczny, składający się z pięciu tras, z których pierwsza zaczyna się w Krakowie a ostatnia tam kończy, obejmując ponad 500 km linii kolejowych z ponad 130 stacjami. Szlak został zaprojektowany przez Małopolską Organizację Turystyczną, umożliwiając zapoznanie się z krajobrazami i dziedzictwem historyczno-kulturowym Małopolski. Część drugiej trasy prowadzi przez województwo śląskie do Bielska-Białej i Żywca.

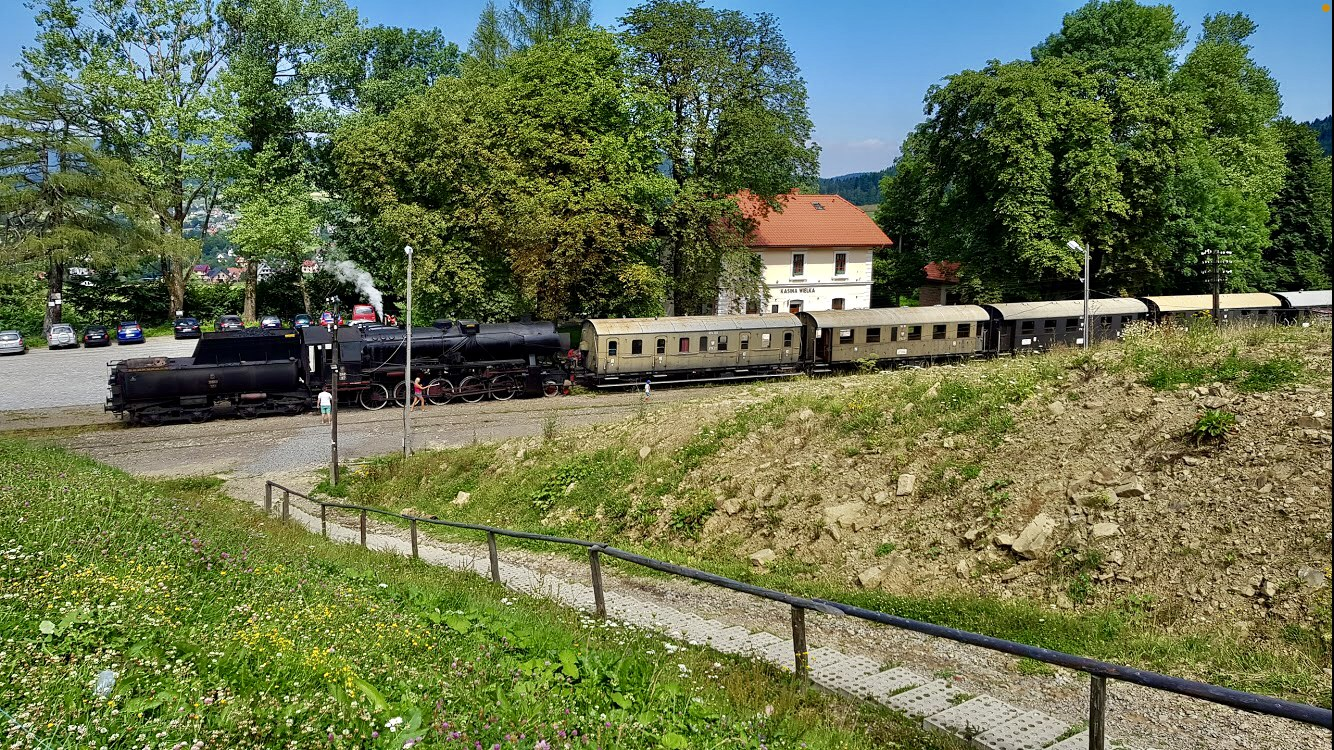
Weekendowy pociąg retro na linii kolejowej Chabówka - Nowy Sącz złożony z historycznego taboru ze skansenu w Chabówce

Szlak ma swój początek w Krakowie i prowadzi m.in. przez Wadowice, Maków Podhalański, Zakopane, Nowy Sącz. Docelowo miał połączyć Polskę z Ukrainą, według pierwotnych projektów pomysłodawcy (Marcin Śliwa z Krakowa) szlak miał bowiem zaczynać się w Krakowie i prowadzić przez Bielsko-Białą, Chabówkę do Zakopanego, a następnie kierować się na wschód przez Rabkę, Rabę Niżną, Nowy Sącz, Stróże, Jasło, Krosno, Sanok, Ustrzyki Dolne, Chyrów, Przemyśl, skąd przez Rzeszów i Tarnów następowałby powrót do Krakowa.
Niebieskie logo szlaku znalazło się na wszystkich przystankach na trasie przebiegu. W 2005 wyznaczono w ten sposób linie Kalwaria Zebrzydowska - Bielsko-Biała, Bielsko-Biała - Żywiec i Żywiec - Sucha Beskidzka. 
Od czerwca 2015 roku na bazie części tras dotychczasowego szlaku Nowosądeckie Stowarzyszenie Miłośników Kolei realizuje projekt "Małopolskie Szlaki Turystyki Kolejowej na bazie Galicyjskiej Kolei Transwersalnej", w ramach którego realizowane są przejazdy historycznym taborem ze skansenu w Chabówce nieczynną linią kolejową Chabówka - Nowy Sącz, którym towarzyszy zwiedzanie Izby Tradycji Kolejarzy Węzła Nowosądeckiego w Nowym Sączu oraz pikniki organizowane na stacjach Męcina (poczęstunek – drugie śniadanie) i Dobra (regionalny posiłek na ciepło), z atrakcjami kulinarnymi w ramach biletu. Pociągi odprawiane są przez dyżurnego ruchu z zielonym lizakiem w ręku, który w czasie jazdy opowiada o tradycjach związanych z zawodem kolejarza. W czasie jazdy w wagonach odbywają się konkursy wiedzy o regionie. 
Partnerami projektu są jednostki samorządu terytorialnego, instytucje kultury, stowarzyszenia i organizacje historyczne i kulturalne, a także lokalni przedsiębiorcy i producenci wyrobów regionalnych oraz przedstawiciele branży hotelarskiej i turystycznej. 